# 延恂
延恂，清朝军事将领，漢軍正黄旗包衣，同武进士出身。
乾隆十九年（1754年），延恂中式甲戌科三甲第一名武进士。授官蓝翎侍卫。差满外放军职，歷官福寧鎮標中營遊擊，乾隆三十六年（1771年）任福建陆路提標中营参将。還曾任臺灣府城守营参将。